# Filmfare Award/Bester Komiker
Der Filmfare Best Comedian Award wurde vom Filmfare-Magazin verliehen und war eine Preiskategorie der jährlichen Filmfare Awards für Hindi-Filme. Der Preis wurde zum ersten Mal im Jahre 1967 verliehen. Mehrfache Preisträger sind unter anderem Anupam Kher, der fünf Preise gewonnen hat, Mehmood und Deven Verma, die jeweils drei gewonnen haben. Nach der Preisverleihung im Jahr 2007 wurde der Preis in dieser Kategorie nicht mehr verliehen.
Liste der Preisträger und der Filme, für die sie gewonnen haben:
| Jahr | Schauspieler                   | Film                        | Deutscher Film                     |
| ---- | ------------------------------ | --------------------------- | ---------------------------------- |
| 1967 | Mehmood                        | Pyar Kiye Jaa               | —                                  |
| 1968 | Om Prakash                     | Dus Lakh                    | —                                  |
| 1969 | Johnny Walker                  | Shikar                      | —                                  |
| 1970 | Mehmood                        | Waris                       | —                                  |
| 1971 | Inder Sen Johar                | Johny Mera Naam             | —                                  |
| 1972 | Mehmood                        | Paras                       | —                                  |
| 1973 | Paintal                        | Bawarchi                    | —                                  |
| 1974 | Asrani                         | Aaj Ki Taaza Khabar         | —                                  |
| 1975 | Mehmood                        | Vardaan                     | —                                  |
| 1976 | Deven Verma                    | Chori Mera Kaam             | —                                  |
| 1977 | Asrani                         | Balika Badhu                | —                                  |
| 1978 | Paintal                        | Chala Murari Hero Banne     | —                                  |
| 1979 | Deven Verma                    | Chor Ke Ghar Chor           | —                                  |
| 1980 | Utpal Dutt                     | Golmaal                     | —                                  |
| 1981 | Keshto Mukherjee               | Khubsoorat                  | —                                  |
| 1982 | Utpal Dutt                     | Naram Garam                 | —                                  |
| 1983 | Deven Verma                    | Angoor                      | —                                  |
| 1984 | Utpal Dutt                     | Rang Birangi                | —                                  |
| 1985 | Ravi Baswani                   | Jaane Bhi Do Yaaro          | —                                  |
| 1986 | Amjad Khan                     | Maa Kasam                   | —                                  |
| 1987 | kein Preis                     |                             |                                    |
| 1988 | kein Preis                     |                             |                                    |
| 1989 | kein Preis                     |                             |                                    |
| 1990 | Anupam Kher und Satish Kaushik | Ram Lakhan                  | —                                  |
| 1991 | Kader Khan                     | Baap Numbri Beta Dus Numbri | —                                  |
| 1992 | Anupam Kher                    | Lamhe                       | —                                  |
| 1993 | Anupam Kher                    | Khel                        | —                                  |
| 1994 | Anupam Kher                    | Darr                        | Darr                               |
| 1995 | Shakti Kapoor                  | Raja Babu                   | —                                  |
| 1996 | Anupam Kher                    | Dilwale Dulhania Le Jayenge | Wer zuerst kommt, kriegt die Braut |
| 1997 | Satish Kaushik                 | Saajan Chale Sasural        | —                                  |
| 1998 | Johnny Lever                   | Deewana Mastana             | —                                  |
| 1999 | Johnny Lever                   | Dulhe Raja                  | —                                  |
| 2000 | Govinda                        | Haseena Maan Jaayegi        | —                                  |
| 2001 | Paresh Rawal                   | Hera Pheri                  | —                                  |
| 2002 | Saif Ali Khan                  | Dil Chahta Hai              | —                                  |
| 2003 | Paresh Rawal                   | Awara Paagal Deewana        | —                                  |
| 2004 | Sanjay Dutt                    | Munna Bhai M.B.B.S.         | Munna Bhai – Lachen macht gesund   |
| 2005 | Saif Ali Khan                  | Hum Tum                     | Ich & Du – Verrückt vor Liebe      |
| 2006 | Akshay Kumar                   | Garam Masala                | —                                  |
| 2007 | Arshad Warsi                   | Lage Raho Munnabhai         | —                                  |